# George Cayley

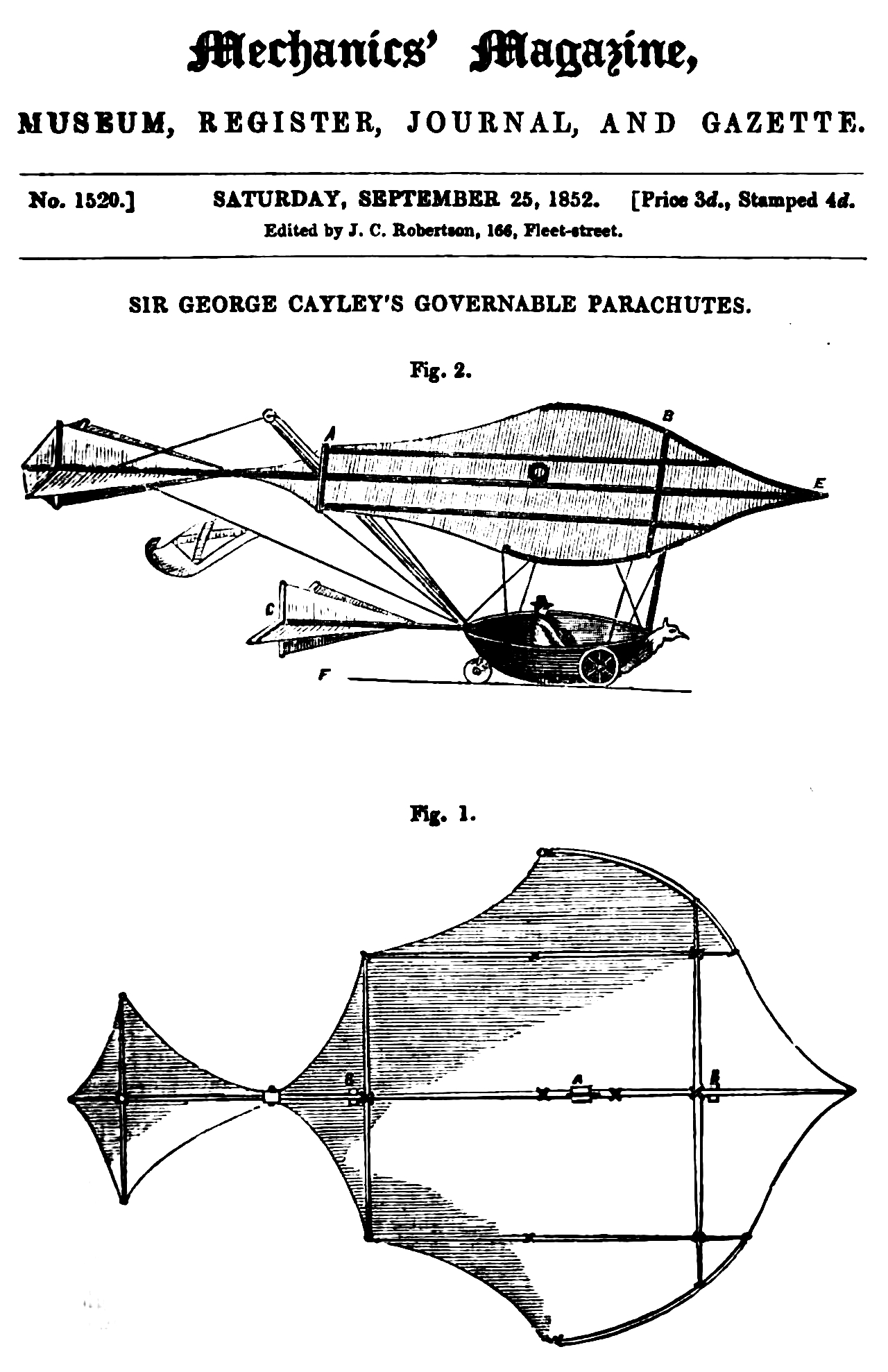
Planeador de George Cayley, de 1852

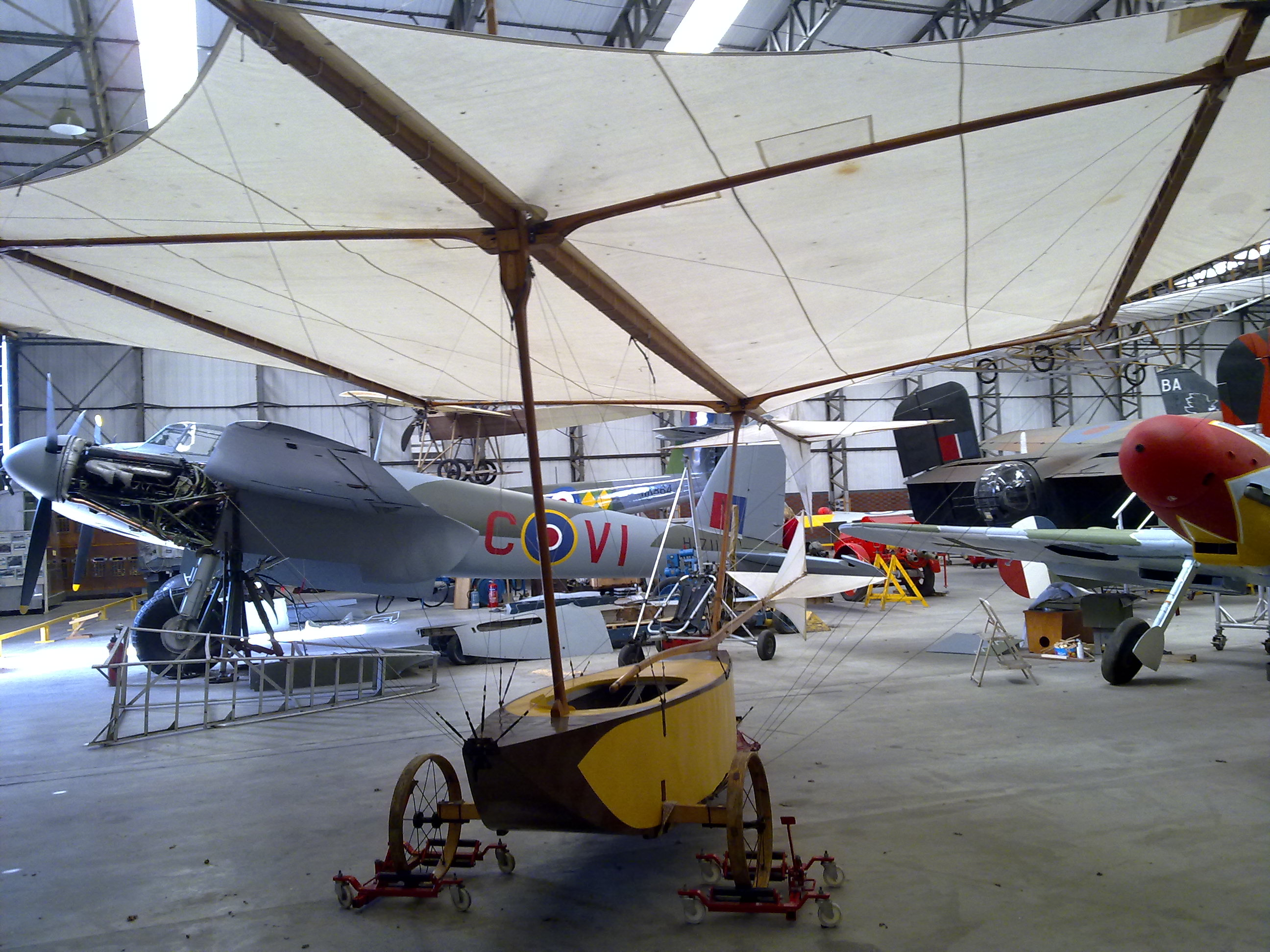
Maqueta

George Cayley (Brompton Hall, Yorkshire, 27 de diciembre de 1773-ibidem, 15 de diciembre de 1857) fue un ingeniero e inventor británico. Se dedicó al estudio de la locomoción aérea desde una perspectiva científica. En 1796 repitió los experimentos de Launoy y Bienvenu, con un pequeño helicóptero.
En 1799, sir George Cayley había hecho uno de los descubrimientos más importantes en la historia de la aviación al entender que el aire que fluye por encima de una ala fija y curvada crea la «sustentación», una fuerza hacia arriba que hace que el ala se eleve.
Preconizó el uso de las hélices, las alas fijas y el motor de explosión, que había inventado Niepce en la construcción de aeronaves. En 1816 estudió la posible utilización del dirigible para viajes aéreos de largo alcance previendo la construcción de dirigibles rígidos.
Muchos consideran que Georges Cayley fue el primer verdadero científico de la historia de la aviación. Diseñó numerosos modelos de planeadores y realizó ensayos con ellos.

## Galería

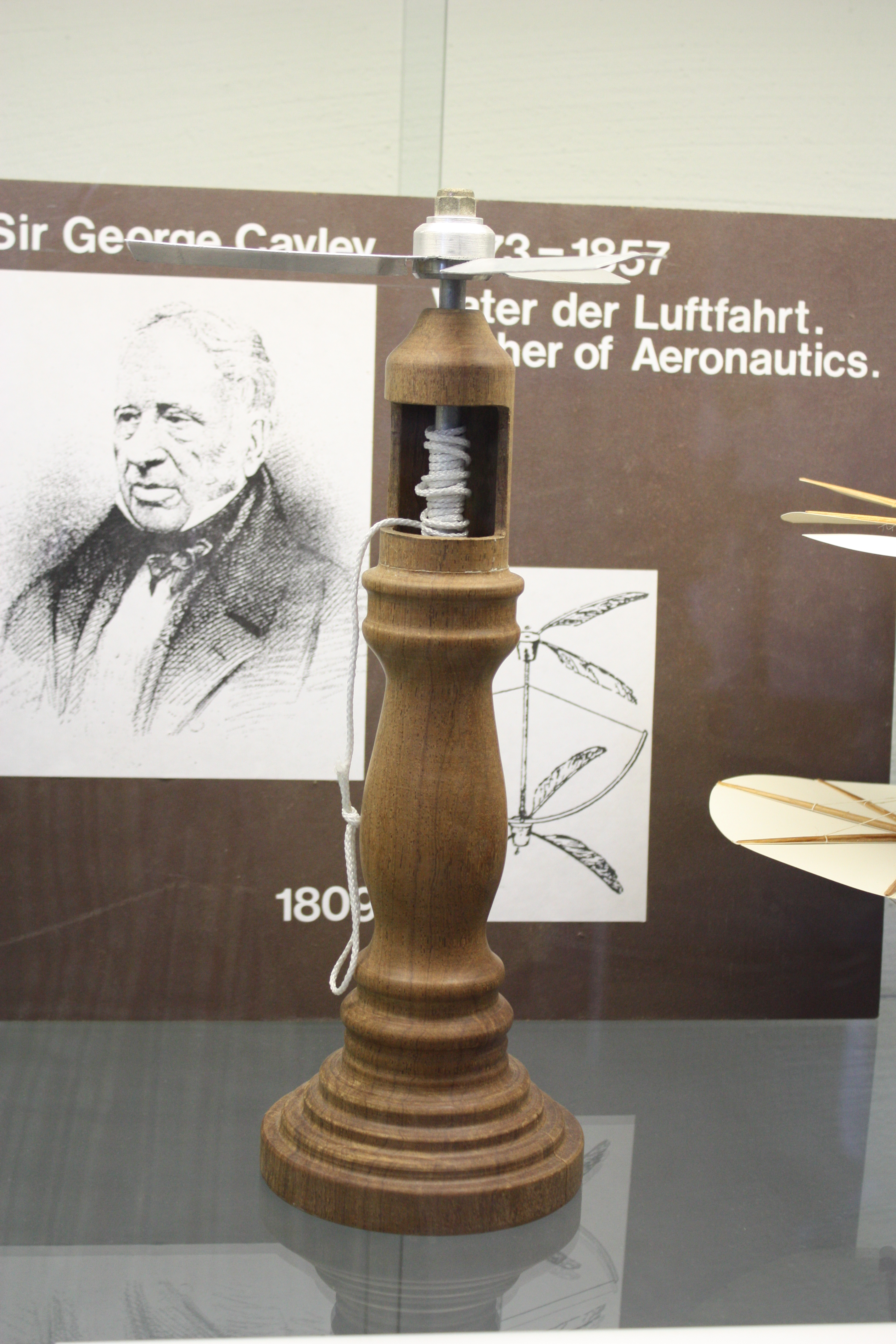